# Bătălia din Golful Chemulpo

Coreea de Sud

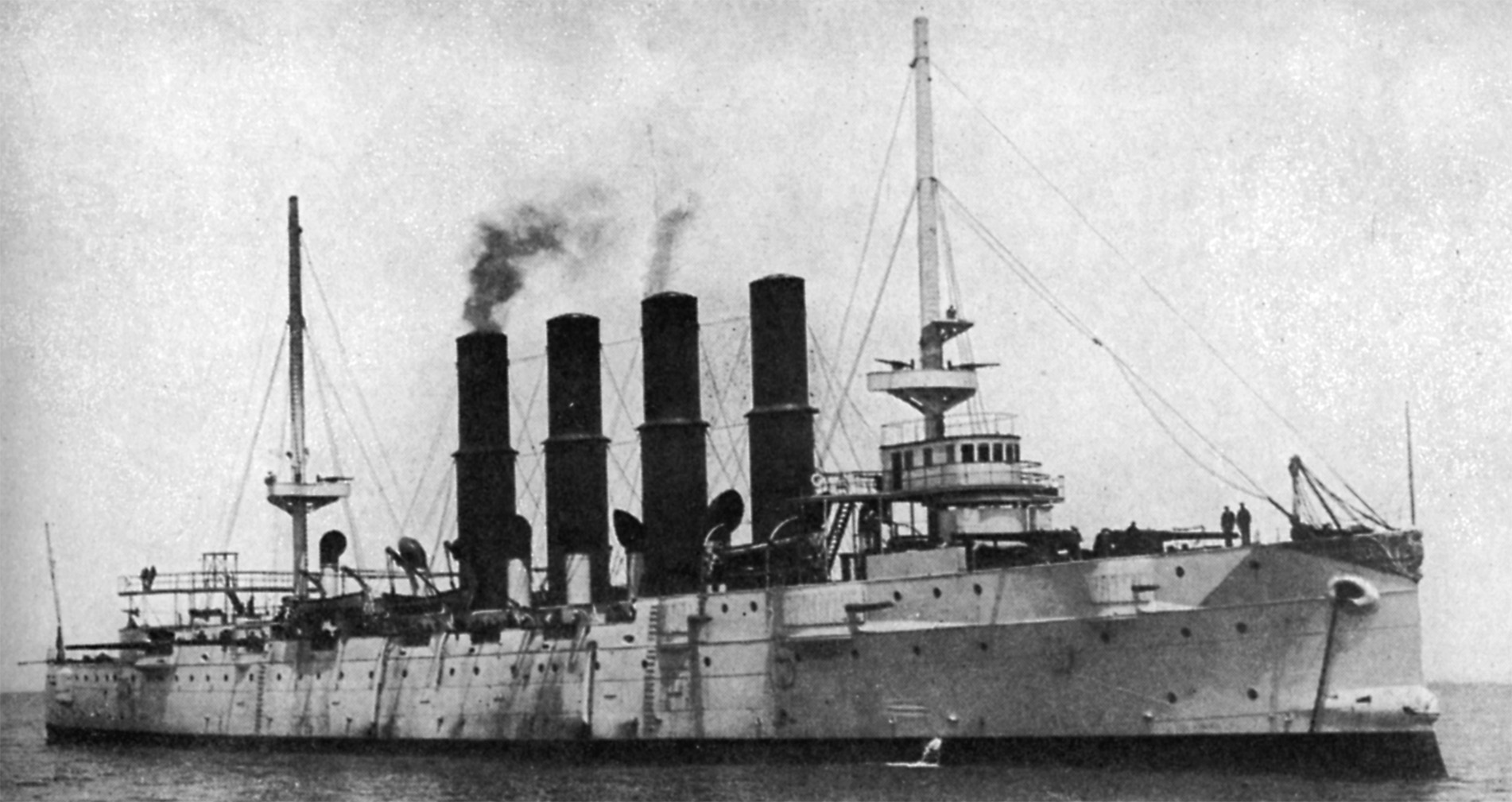
Crucișătorul rusesc Variag

Bătălia de la Golful Chemulpo a fost o luptă navală în războiul ruso-japonez (1904-1905), care a avut loc la 9 februarie 1904, în largul coastei Incheonului, actual în Coreea de Sud, în care la o superioritate japoneză au fost scufundate două nave rusești, un crucișător și un canonier.

## Context
Etapa de deschidere a războiului ruso-japonez a început cu un atac anticipat  de către Marina Imperială Japoneză împotriva flotei rusești din Pacific, răspândită între Port Arthur, Vladivostok și Golful Chemulpo (acum parte din Incheon, Coreea). 
Comandamentul operației Chemulpo a fost acordat contraamiralului Uryū Sotokichi, cu șase crucișătoare, trei-opt nave torpiloare (în funcție de surse), navă de expediție Chihaya, trei transportoare și 2.500 de infanteriști.
Chemulpo avea, de asemenea, semnificație strategică, deoarece era portul principal al capitalei coreene Seul și era, de asemenea, principala cale de invazie utilizată anterior de forțele japoneze în primul război chino-japonez din 1894. Cu toate acestea, Chemulpo era sub acțiunea mareelor, mlaștini extinse și canale înguste, care au pus o serie de provocări tactice atât pentru atacatori, cât și pentru apărători.
Crucișătorul japonez protejat Chiyoda avea baza la Chemulpo în ultimele 10 luni și supraveghea crucișătorul protejat rus Variag și învechitul canonier Korietz, care avea de asemenea baza la Chemulpo, pentru a susține interesele rusești.
După ce transportorul rusesc Sungari a sosit la Chemulpo la 7 februarie 1904, raportând observarea unei mari forțe japoneze apropiindu-se, a fost trimis canonierul Korietz la Port Arthur, să raporteze situația și să solicite instrucțiuni. În dimineața zilei de 8 februarie, Korietz a văzut nava Chiyoda în afara golfului Chemulpo și, confundându-l cu o navă rusească, și-a încărcat tunurile pentru salut. Apropiindu-se, echipajul lui Korietz și-a dat seama de greșeală și, în confuzia care a urmat, armele au fost descărcate. Chiyoda a răspuns prin lansarea unui torpile. Ambele părți au ratat, dar acesta a fost primul schimb efectiv de foc în războiul ruso-japonez și este foarte clar ce parte a început de fapt primul foc. Korietz s-a retras înapoi în portul golfului Chemulpo.
Mai târziu, în dimineața zilei de 8 februarie 1904, Chiyoda s-a întâlnit cu escadronul lui Uryū în fața intrării în Chemulpo și a raportat că mai multe nave de război din țări neutre erau ancorate în port.
Uryu s-a gândit că dacă rușii rămân ancorați în mijlocul navelor țărilor neutre, nu ar putea ataca navele rusești, în timp ce dacă rușii ies să  lupte, el avea o forță suficient de mare, ca să îi înfrângă. Pe de altă parte, era împotriva legilor internaționale să atace rușii în timp ce erau ancorați într-un port neutru. Uryū a trimis un mesaj prin care se solicita ca căpitanii navelor neutre HMS Talbot, Pascal și Elba să-și ridice ancorele și să-și schimbe locul de ancorarea, promițându-le, că nici un atac nu va avea loc înainte de ora 16:00.

## Bătălia

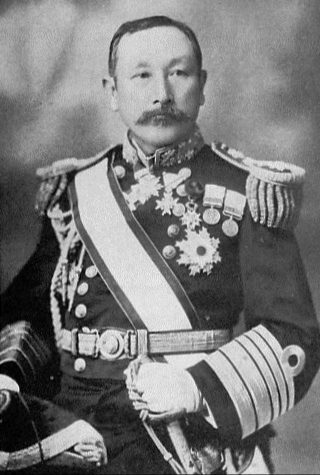
Sotokichi Uryu

Uryū a ordonat crucișătoarelor Chiyoda, Takachiho, Asama și navelor sale torpiloare sale să urce pe canal cu navele transportoare de trupe pentru a începe imediat debarcarea, în timp ce crucișătoarele Naniwa, Niitaka și Akashi erau ținute în rezervă. Trei torpiloare s-au refugiat lângă crucișătorul Niitaka.
La ora 18:00, pe 8 februarie, navele japoneze transportoare de trupe au ancorat la Chemulpo, lângă ruși, și au debarcat patru batalioane de soldați din Divizia a 12-a IJA într-o operațiune care a continuat până în noapte. Spre uimirea japonezilor încordați, rușii de la bordul crucișătoarelor Varyag și Korietz nu au întreprins nicio măsură, ca și cum ar fi fost în paradă. Debarcarea trupelor a fost completă până la 03:00 pe 9 februarie, toate navele de război și transportoarele de trupe japoneze s-au retras din port, cu excepția crucișătorului Chiyoda. Acesta din urmă a trimis o scrisoare crucișătorului Varyag și navelor neutre, inclusiv crucișătorul britanic Talbot, crucișătorului francez Pascal, crucișătorului italian Elba, canonierei americane Vicksburg și carbonierului Pompey.

NAVA MAESTĂȚII SA IMPERIALE JAPONEZĂ NANIWA
Rada Chemulpo, 8 februarie 1904.
Domnule: Am onoarea de a vă anunța că, deoarece există ostilități între Imperiul Japoniei și Imperiul Rusiei în prezent, voi ataca militarii Guvernului Rusiei, staționați în prezent în portul Chemulpo, cu forța aflată sub comanda mea, în cazul refuzului ofițerului superior rus de marină prezent la Chemulpo, ca la cererea mea să părăsească portul Chemulpo înainte de amiaza zilei de 9 februarie 1904 și vă rog cu respect să vă țineți departe de scena acțiunii în port, astfel încât nici un pericol din acțiune să nu se abată asupra navei aflate sub comanda dumneavoastră. Atacul sus-menționat nu va avea loc înainte de ora 4 p. m. din 9 februarie 1904, să aveți timp să puneți în practică cererea mai sus amintită.

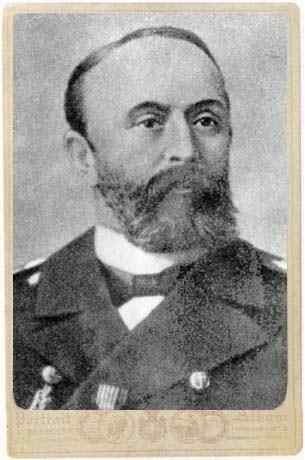
Vsevolod Rudnev

Dacă în portul Chemulpo se află în prezent nave transportoare sau comerciale din țara  dumneavoastră, vă rog să le comunicați notificarea de mai sus.
Am onoarea să fiu, domnule, cel mai ascultător slujitor al dumneavoastră,
S. URIU

O conferință a fost convocată rapid pe crucișătorul britanic Talbot de către căpitanul rus Vsevolod Rudnev și căpitanii navelor de război neutre (cu excepția Vicksburg) și s-a decis ca rușii vor lupta pentru ieșire din port.
La prânz, căpitanul Denis Bagly de pe Talbot a venit pe bordul crucișătorului Naniwa cu o scrisoare semnată de toți căpitanii neutri, cu excepția căpitanului de pe Vicksburg, W.A. Marshall, care refuza cererea de schimbare a ancorajului, pe motiv că Chemulpo era un port neutru.„

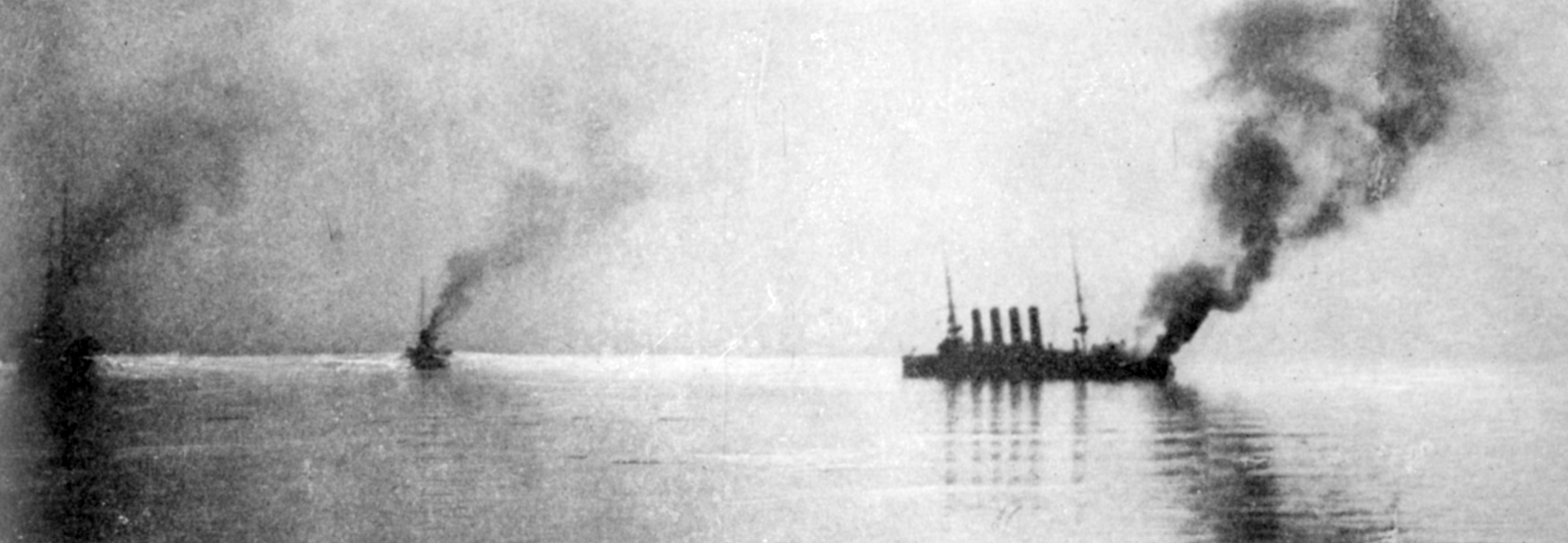
Crucișătorul rusesc Variag în flăcări, portul Chemulpo, 1904

Depășit în privința dotării cu armament și numeric, și refuzând sfatul căpitanilor neutri de a se preda, căpitanul Vsevolod Rudnev de pe Varyagla ora 11:00 pe 9 februarie,  a încercat să iasă cu nava sa pe larg, urmată aproape de nava rusească Korietz. Varyag a deschis focul asupra navei Asama, care se afla în linia sa de direcție, la care Asama a răspuns tot cu foc de artilerie.
Unul dintre primele obuze japoneze care a lovit crucișătorul, a distrus aripa babord a punții din proră, a incendiat camera de navigație. Contele Alexey Nirod, ofițer de navigație junior, aspirant, a fost ucis, toți membrii personalului de la stația de localizare nr. 1 au fost uciși sau răniți, producând distrugeri și la tunuri. 

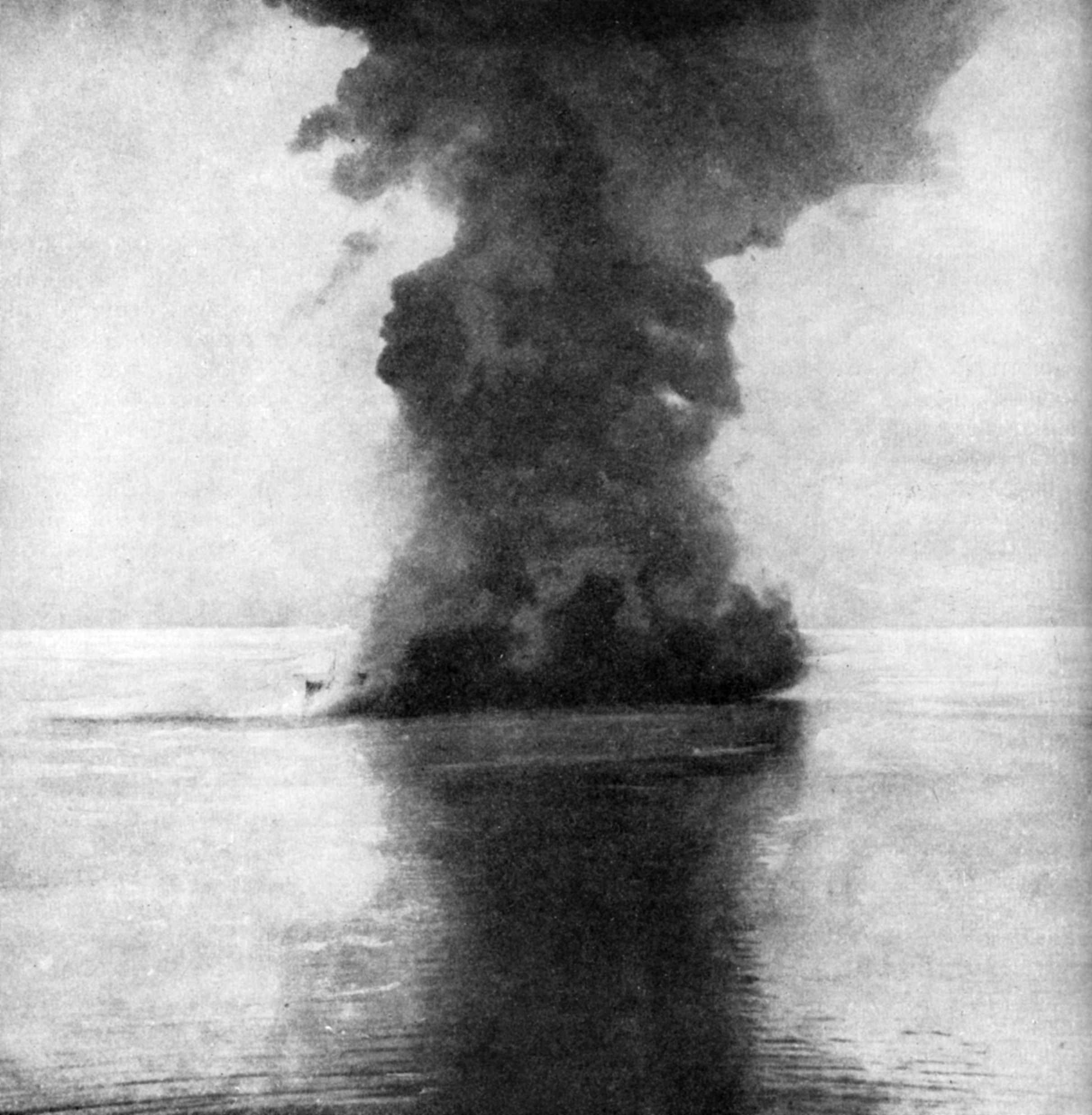
Canoniera rusească Korietz explodând în portul Chemulpo

După alte obuze încasate de la japonezi Varyags-a întors în portul Chemulpo la 13:15 lângă nave de luptă neutre. La 16:00, canoniera Korietz a fost sabordată de propriul echipaj aruncând în aer magazia cu praful de pușcă. La ora 18:10 și Varyag a fost sabordată de propriul echipaj și s-a scufundat. Membrii echipajului de pe Varyag　au fost trimiși pe transportorul de trupe rusesc Sungari, care a rămas în urmă în port în timpul luptei și i-au dat foc pentru a o împiedica să cadă în mâinile japoneze.